# Тэдди Монтгомери
Тэдди Монтгомери (англ. Teddy Montgomery) — персонаж американского телесериала «90210: Новое поколение». Роль Тэдди исполнил актёр Тревор Донован.

## События сериала

### Сезон 2
Впервые Тэдди появляется в первом эпизоде второго сезона — Наоми и Сильвер встречают его на теннисном корте. В сериале Тэдди показан более зрелым юношей, чем остальные мужские персонажи — с ранних лет он вращается в сфере шоу-бизнеса, а также занимается профессионально теннисом, многого добившись на этом поприще.
Он сразу же привлёк внимание Наоми, но юноша заинтересовался Сильвер. Вскоре выясняется, что Тэдди — бывший парень Адрианны, и именно с ним девушка лишилась девственности. Адрианну тянет к Тэдди, она боится, что может испортить отношения с Навидом, и поэтому наконец соглашается на близость с ним для того, чтобы убедить себя, что Тэдди ей не интересен. Однако вскоре девушка решает бросить Навида и начать встречаться со своим бывшим парнем. Каково же её удивление, когда Тэдди говорит, что он не из тех парней, которые встречаются лишь с одной девушкой. Вскоре молодые люди расстаются.
Между тем, Тэдди становится опорой для Сильвер в трудные времена, когда от рака умирает Джеки, мать девушки. Они постепенно сближаются, но Сильвер знает о том, что Тэдди — ловелас, и она говорит ему, что подобные отношения ей не нужны. Со временем Тэдди понимает, что хочет быть с Сильвер и готов ради неё измениться. Кажется, что между молодыми людьми всё хорошо, но знакомство с отцом Тэдди, кинозвездой Спэнсером Монтгомери вновь ставит под угрозу их отношения — высокомерный и заносчивый мужчина считает, что роман с такой яркой девушкой, как Сильвер отвлекает его от важных целей — участия в соревнованиях. Сильвер и Тэдди понимают, что не готовы отказаться друг от друга, но их отношения становятся натянутыми.

### Сезон 3
Начало нового учёного года ознаменовала серия подземных толчков, в результате которого на ногу Тэдди, прятавшегося вместе с Силвер под школьной партой, упал шкаф. Позже во время игры Тэдди падает и не в состоянии продолжить. Он признаётся Сильвер, что не послушал совета врача, который сказал, что Тэдди нужен покой, чтобы вылечить травму. Тэдди понимает, что его карьере пришёл конец. Юноша впадает в депрессию и начинает много пить. Во время одного из запоев Тэдди изменяет Сильвер с юношей по имени Йен.
Он начинает всячески избегать Йена в школе, хотя тот и обещает никому не рассказывать о том, что между ними было. Однажды Тэдди даже публично оскорбляет Йена, а потом затевает драку, в результате чего обоих юношей наказывают. Директор предлагает укоротить срок наказания, если молодые люди вычистят засохшие листья из водостока. Они ослушиваются её и забираются на крышу, откуда едва не падает Йен, но Тэдди спасает его.
Постепенно Тэдди начинает симпатизировать раскованному и обаятельному Йену. Он решает понять, кто же он на самом деле и отправляется в бар для геев, где теряет свой кошелёк. В итоге он вынужден просить помощи у Йена. Во время вечеринки в доме Адрианны Тэдди вновь обращается за советом к Йену и признаётся, что он ему нравится. Правда, Тэдди ещё не готов публично признаться в своей ориентации. Однако их видит Диксон, который начинает избегать друга. Йен хочет быть с Тэдди, но ему претит постоянная необходимость прятаться, и Йен говорит Тэдди, что не хочет скрываться от остальных. На пляжной вечеринке Тэдди видит Йена с другим парнем и решает вернуть Йена, сказав, что собирается признаться друзьям во всём. Однако, некоторое время спустя Тэдди получает письмо, в котором кто-то шантажирует его. Выясняется, что это письмо отправил Тэдди Йен, чтобы подтолкнуть его с важному решению — друзья, наконец, узнают, что Тэдди — гей. Однако юноша расстроен предательством Йена и расстаётся с ним.
Тэдди в замешательстве — его друзья не знают, как вести себя с ним, а в школе все судачат о его личной жизни. Сильвер просит Диксона и ребят помочь Тэдди, тогда парни решают сходить с другом в гей-клуб, где Диксон и Навид становятся душой компании, однако Лиам растерян — он считает то, что увидел в клубе неестественным, и Тэдди полностью его понимает — хоть Тэдди и гей, он не такой как парни в клубе.
Вскоре Тэдди знакомится со спортсменом Марко, между молодыми людьми чувствуется взаимная симпатия, однако когда Тэдди приглашает Марко к себе домой, юноша говорит, что он не сторонник «разовых встреч». Растерянный Тэдди пытается понять, где он поступил неправильно.
Чтобы отвлечься, Тэдди отправляется с друзьями на весенние каникулы в Мексику, где он встречает своего бывшего соседа по комнате Триппа Уэллингтона, который на несколько лет старше его. В юношестве, Тэдди был тайно влюблён в Триппа, однако только сейчас Тэдди с удивлением узнаёт, что Трипп тоже гей. Они проводят невероятную ночь вместе, Тэдди наконец счастлив, однако на следующий день выясняется, что у Триппа уже есть парень, и они оба за «открытые отношения». Вернувшись в Беверли-Хиллз, Тэдди просит прощения у Марко и предлагает начать общение заново, и вскоре они становятся парой, несмотря на то, что Марк обманул Тэдди, выдав себя за богача, хотя на самом деле он лишь сын горничной. Вскоре молодые люди становятся парой.

### Сезон 4
Вернувшись с каникул, Тэдди рассказывает друзьями, что они расстались с Марко, а самого юношу мучает другая проблема: он никак не может решиться сделать признание в том, что он — гей перед своим отцом. В конце концов, он оставляет отцу голосовое сообщение с признанием и улетает в Барселону.
Вернувшись вскоре в Лос-Анджелес, Тэдди рассказывает Сильвер, что его отец не ответил ни на одно из сообщений, которые тот ему оставил. Между тем, Сильвер приглашают работать в штабе молодой и энергичной женщины Мариссы, кандидатки в сенат, против которой баллотируется дядя Тэдди, известный гомофоб, решивший получить больше голосов, показав публично, как он любит своего племянника-гея. Кроме того, на Мариссу работает и Шейн — парень, с которым Тэдди встретился в Барселоне. Между ребятами явно крепчает симпатия, но Шейн — ярый борец за права геев, а Тэдди никак не может прийти в себя после признания родным.
Когда ребята отправляются в Лас-Вегас, Сильвер подталкивает Тэдди к тому, чтобы он пригласил Шейна с собой. В Вегасе, Сильвер решает устроить импровизированную свадьбу для Тэдди и Шейна, чтобы её друг смог почувствовать, каково это стоять перед алтарём с парнем, которого любишь и не бояться осуждений. Сильвер записывает церемонию на видео, а затем случайно передаёт видео с другими файлами в офис Мариссы.
Вернувшись в Калифорнию, друзья узнают, что весь Лос-Анджелес обсуждает свадьбу Тэдди и Шейна, видео с которой просочилось в СМИ. Это настраивает дядю Тэдди и его семью против юноши. Тэдди зол на Шейна, так как он уверен, что это он передал запись в СМИ. Однако Сильвер признаётся, что это её вина. Некоторое время спустя Тэдди находит в себе силы простить Сильвер, а затем юноша принимает важное решение — вместе с Шейном он переезжает в Вашингтон, где будет бороться за права секс-меньшинств.
В финале сезона Тэдди возвращается в Калифорнию, где Сильвер просит у него помощи — девушка хочет воспитывать с ним своего будущего ребёнка.

## Кастинг и образ персонажа
Персонаж Тэдди появляется в первом эпизоде второго сезона. Донован так охарактеризовал своего персонажа: «Тэдди — новичок в Западном Беверли, до этого учился в частной школе на Восточном побережье. Он типичный представитель „золотой молодёжи“, сын обладателя двух премий „Оскар“. Хотя его семья невероятно богата, он не так претенциозен, как многие другие ученики в его новой школе. В нём нет высокомерия, он приветлив и дружелюбен. Он куда более зрелый, чем другие ребята в Западном Беверли. Поэтому его появление стало причиной многих мелодраматических событий. Посмотрим, что из этого всего выйдет». Также актёр очень волновался, получится ли у него влиться в коллектив, который работает вместе уже целый год, однако его волнения оказались напрасными — по словам Тревора, все были очень приветливы и тепло его встретили.
Во время летнего перерыва между вторым и третьем сезонами, создатели сообщили, что один из центральных мужских персонажей окажется геем, как позже выяснилось, им стал Тэдди. Кроме того, в новом сезоне актёр перешёл из разряда приглашённых звёзд в основной актёрский состав шоу.
По словам Донована, он не хотел, чтобы эта «линия была сиюминутной, придуманной только для повышения рейтинга». После многочисленных бесед сценаристов с 31-летним актёром, Донован начал понимать, насколько продуманной и серьёзной будет история его персонажа. «Всё, как в жизни, такое часто происходит с молодыми людьми — на экране трудности принятия себя будут выглядеть по-настоящему и очень трогательно», — говорит Тревор Донован. В интервью для «TVGuide.com» актёр сказал, что «персонаж будет раскрываться постепенно, сбрасывая слои и пытаясь разобраться, кто он на самом деле — внутри Тэдди идёт серьёзная борьба, свидетелями которой станут его друзья, по-разному отреагировавшие на это признание. Он сам создаёт большинство своих проблем из-за гнева и чувства растерянности, которые буквально разрывают его на части».
В реальной жизни подобные истории часто сопровождаются подростковым суицидом, а также преследованием со стороны одноклассников. Чтобы поддержать молодых людей, проходящих через такие жизненные трудности, Донован присоединился к проекту Дэна Сэваджа «It Gets Better»: «Эте не новые проблемы нашего общества, но впервые они озвучены перед всей страной в таком масштабе!» — говорит Донован. «В подобному шоу, которое может позволить себе быть честным, мы поднимаем проблемы, которые больше не могут умалчиваться».
Кроме того, по словам актёра он был польщён тем, что сценаристы решили подарить ему такой шанс, написав удивительную роль для него в новом сезоне с верой в то, что он сможет достоверно её сыграть.

## Отзывы
В первых эпизодах после появления персонажа, Тэдди вызвал негативную реакцию со стороны как критиков, так и поклонников сериала — Тэдди неинтересен как личность, и у персонажа нет причин оставаться в сериале. Однако кардинальные изменения в образе героя настали в начале третьего сезона — разглядев чувствительную и заботливую сторону Тэдди, персонаж стал невероятно популярным. Многие критики по достоинству оценили решение сценаристов сделать Тэдди латентным гомосексуалистом, которого ждёт впереди долгий и болезненный процесс принятия себя и «раскрытия» перед друзьями и семьёй. По мнению многих критиков, решение продюсеров вывести персонаж из сериала оказалось крайне неожиданным, как для поклонников, так и для самого актёра.